# Comix (software)
Comix es un visor de imágenes específicamente diseñado para manejar archivos que contengan historietas. Lee archivos  ZIP, RAR y  TAR e imágenes. Está escrito en Python y usa GTK a través de PyGTK. Comix incluye un manejador de marcas, un administrador de bibliotecas y una lupa controlada por el mouse para hacer zoom en las imágenes.